# Batalla de Münchengrätz
La Batalla de Münchengrätz (en alemán: Schlacht bei Münchengrätz) o Batalla de Mnichovo Hradiště (en checo: Bitva u Mnichova Hradiště) se libró en las cercanías de Mnichovo Hradiště, en la actual República Checa, el 28 de junio de 1866 durante la guerra austro-prusiana. Terminó en victoria prusiana sobre el Imperio austríaco.

## Acontecimientos
Habiendo perdido los enfrentamientos de Hühnerwasser y Podol, y con el Ejército del Elba y el 1º Ejército prusianos asaltándolos desde el oeste y el norte, Clam-Gallas y su aliado, el Príncipe Alberto de Sajonia, decidieron que el Ejército del Iser abandonara su expuesta posición en las cercanías de Münchengrätz. Mientras tres brigadas austríacas, a las órdenes del Conde Leiningen, permanecían para frenar la persecución prusiana, Clam-Gallas mandó las brigadas de Ringelsheims y Poschacher hacia Jičín en el este, en tanto que cinco brigadas sajonas marchaban al sur hasta Jungbunzlau. Leiningen desplegó a sus cazadores (jäger) en la ciudad y envió los regimientos de línea de su propia brigada al otro lado del río Iser en Klaster, la brigada de Piret se desplegó en la colina Musky y la brigada de Abele hizo lo propio en columnas de batallón en la carretera a Podol.
La 31ª brigada prusiana, parte del Ejército del Elba, abrió la batalla y atacó Klaster haciendo que el 38.º regimiento austríaco, compuesto principalmente por venecianos, rápidamente abandonara su posición en la colina. Al norte, el Príncipe Federico Carlos atacaba la cara norte de la colina Musky con la 8ª división prusiana, a las órdenes de Horn, donde toparon con Piret y Abele, mientras que la 7ª división prusiana, al mando de Fransecky, marchaba a través del pantano detrás de las alturas para cortar las líneas de comunicación austríacas con Münchengrätz y Jičín. Viendo el peligro de ser rodeado, Leiningen ordenó a su brigada retirarse de la ciudad. Los prusianos del Ejército del Elba ocuparon entonces la ciudad y, estando sedientos y hambrientos por su larga marcha, abandonaron su formación para saquear la ciudad y beber en la cervecería local.
La brigada de Abele resistió lo suficiente en las laderas de la colina para que Leiningen y Piret se desenredaran, y las brigadas austriacas escaparon hacia el este, dejando unos 3000 hombres muertos, heridos o prisioneros. Los prusianos, que solo se habían comprometido con 14 batallones, solo perdieron unos 300 hombres, pero lograron enlazar sus dos ejércitos y expulsar a los austríacos y sus aliados sajones de su línea del Iser.